# 에우노미아

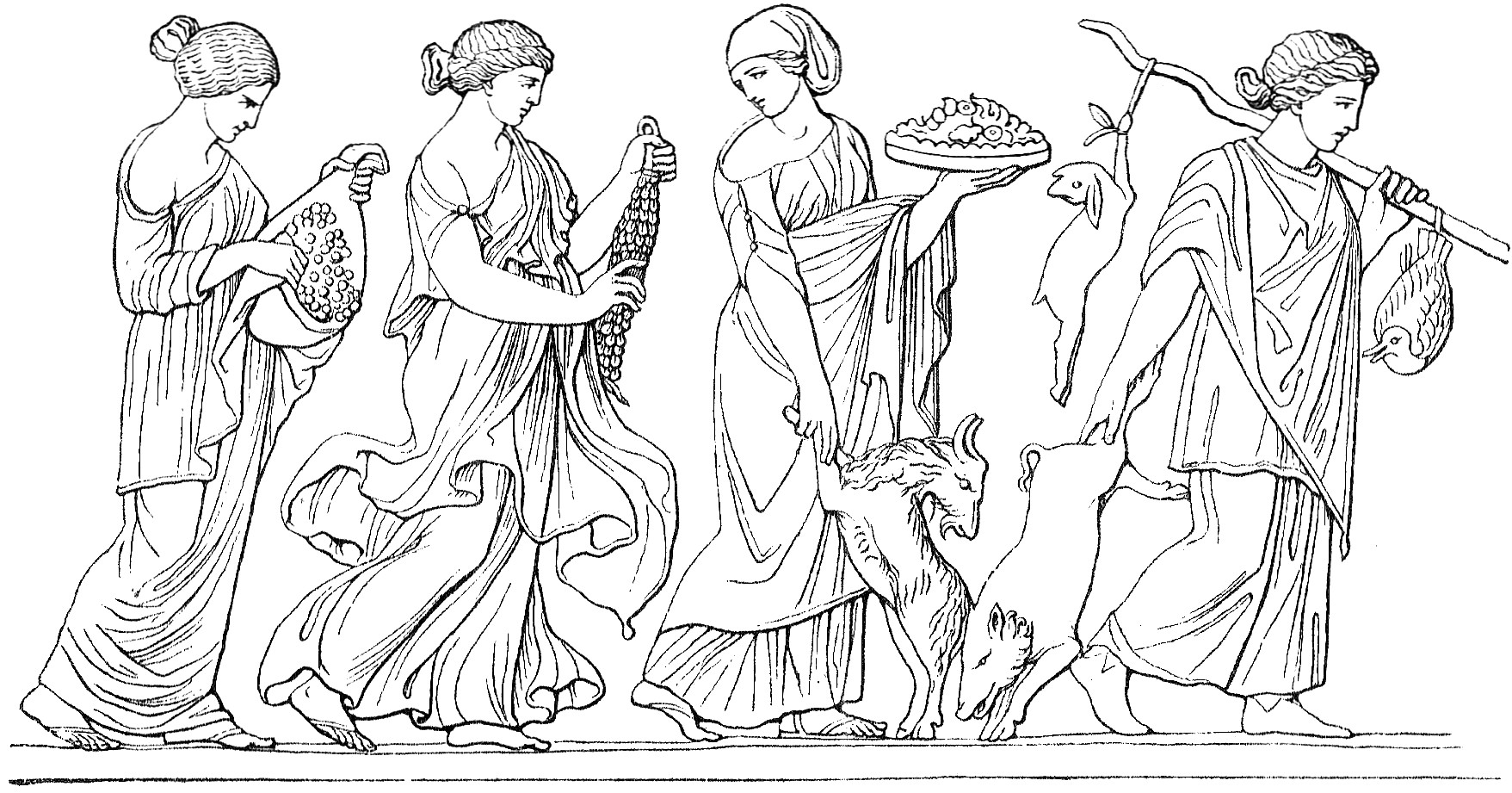

에우노미아(고대 그리스어: Εὐνομία, Eunomia)는 그리스 신화에 등장하는 여신으로 계절을 맡는 호라에의 하나다. 제우스와 테미스의 딸로, 디케, 에이레네와 자매. 질서를 맡는다고 한다.

## 같이 보기
- 에우노미아 (소행성)

## 참고 문헌
- 아포로드로스 「그리스 신화」고우즈 하루시게 역, 이와나미 문고 (1953년)
- 헤시오도스 「신통기」히로카와 요이치 역, 이와나미 문고(1984년)
- 고우즈 하루시게 「그리스・로마 신화 사전」, 이와나미 서점 (1960년)